# Хартенау, Асень фон
Асень фон Хартенау — Сын болгарского князя Александра Баттенберга, свергнутого противниками в 1886 году, по причине неудачной внешней и внутренней политике, а также деспотичного стиля правления, ставленника  Российской Империи. Не имел никаких титулов и не претендовал на болгарский престол, вёл жизнь молоизвестного австрийского юриста. 